# Milivojevci
Milivojevci su naselje u Republici Hrvatskoj u Požeško-slavonskoj županiji, u sastavu općine Velika.

## Zemljopis
Milivojevci su smješteni oko 15 km jugozapadno od Velike,  susjedna naselja su Smoljanovci, Markovac i Klisa na sjeveru, Lučinci na istoku, Crljenci i Podsreće na zapadu i Sloboština na jugu.

## Stanovništvo
Prema popisu stanovništva iz 2001. godine Milivojevci su imali 10 stanovnika, dok su prema popisu stanovništva iz 1991. godine imali 60 stanovnika.
| broj stanovnika | 67    | 63    | 73    | 89    | 89    | 93    | 93    | 122   | 94    | 112   | 102   | 82    | 72    | 60    | 10    | 17    | 12    |
|                 | 1857. | 1869. | 1880. | 1890. | 1900. | 1910. | 1921. | 1931. | 1948. | 1953. | 1961. | 1971. | 1981. | 1991. | 2001. | 2011. | 2021. |